# レイクウッドゴルフクラブ
レイクウッドゴルフクラブ（Lakewood Golf Club）は、神奈川県中郡大磯町に広がるゴルフ場である。

## 概要
レイクウッドゴルフクラブは、1970年（昭和45年）10月4日、「湘南観光開発株式会社」によりパブリックコースとして開場され、1982年（昭和57年）、パブリックコースを法人専用倶楽部に転換、「株式会社レイクウッドコーポレーション」により運営されている。ゴルフコースの設計はテオドール・G・ロビンソンが行った。コースからは、雄大な富士山と箱根の山々が望め、湘南の丘陵地に森と湖が巧みに配された、戦略的でチャレンジ性に富んだ丘陵コース。
テオドール・G・ロビンソンは、1923年、米国カリフォルニアで生まれ、1947年、南カリフォルニア大学を卒業、デザイン会社を設立し都市計画・造園造形事業に従事した。米国内において約160件のゴルフコースの設計を手がけた。

## 所在地
〒259-0105 神奈川県中郡大磯町黒岩169番地

## コース情報
- 開場日 - 1970年10月4日
- 設計者 - テオドール・G・ロビンソン
- 面積 - 1,320,000m2（約39.9万坪）
- コースタイプ - 丘陵コース
- コース - 東コース18Ｈ 6,524Y PAR72、西コース18Ｈ 6,882Ｙ PAR72、計36H PAR144、コースレート 東コース69.2 西コース70.4
- グリーン - 2グリーン、ベント（ペンクロス）、ニューベント
- フェアウエイ - コーライ
- ラフ - ノシバ
- ハザード - バンカー133、池が絡むホール11
- プレースタイル - 乗用カート(5人乗り)リモコン式、全組キャディ付き
- 練習場 - 19打席 200ヤード
- 休場日 - 毎週月曜日、12月31日、1月1日[1][3]

## クラブ情報
- ハウス面積 - 8,1702（2,471.4坪）
- ハウス設計 - 村松組
- ハウス施工 - 戸田建設株式会社[1][3]

## ギャラリー
- コース - 「レイクウッドゴルフクラブ」、コースガイド
- ハウス - 「レイクウッドゴルフクラブ」、施設案内

## 交通アクセス
鉄道
- 東海道線 (JR東日本) - 二宮駅北口より クラブバス 約25分
- 小田急小田原線 - 秦野駅南口より クラブバス 約20分

道路
- 東名高速道路 - 秦野中井ICより 6km 約10分[4][5]

## 関連文献
- 『週刊ダイヤモンド』、「週刊ダイヤモンドが選んだ日本のベスト・コース150(26)第35位 レイクウッドゴルフクラブ」、東京 ダイヤモンド社、2002年11月9日、2020年7月5日閲覧
- 『ゴルフ場ガイド 東版』2006-2007、「レイクウッドゴルフクラブ（神奈川県）」、東京 ゴルフダイジェスト社、2006年5月、2020年7月5日閲覧
- 『月刊ゴルフマネジメント』、「クローズアップ21(その134)高級法人接待コースの生き残り戦略 レイクウッドゴルフクラブ 改造と距離延長で西コースを競技志向に」、東京 一季出版、2012年2月、2020年7月5日閲覧